# Ernst Meyer (Botaniker)
Ernst Heinrich Friedrich Meyer (* 1. Januar 1791 in Hannover, Kurhannover; † 7. August 1858 in Königsberg, Ostpreußen) war ein deutscher Botaniker und Direktor des Botanischen Gartens in Königsberg. Sein offizielles botanisches Autorenkürzel lautet „E.Mey.“

## Leben
Ernst H. F. Meyer studierte mit Unterbrechungen der Befreiungskriege an der Universität Göttingen Medizin, wo er sich auch habilitierte. Während seiner Jahre als Privatdozent an der Universität Göttingen lernte Meyer Johann Wolfgang von Goethe kennen, der sich in Göttingen aufhielt und großes botanisches Interesse hatte. Meyer hatte zuvor in den Göttingischen Gelehrten Anzeigen in einer Buchbesprechung seine Übereinstimmung mit Goethes Metamorphosenlehre zu erkennen gegeben. Es entwickelte sich ein reger Briefwechsel, der sich auch noch fortsetzte, als Meyer bereits Professor an der Universität Königsberg war. Dies führte letztlich dazu, dass Meyer in zwei Werken von Goethe als Mitarbeiter auftrat: Er antwortete auf ein von Goethe gestelltes Problem und lieferte Material zur Wirkung der Metamorphosenlehre.
Im Jahr 1821 wurde Meyer zum Mitglied der Leopoldina gewählt. 1826 wurde Meyer als assoziierter Professor nach Königsberg berufen, wo er 1829 ordentlicher Professor wurde. Dort lernte er 1841 den Deutschamerikaner August Fendler (1813–1883) kennen, den er mit der Sammlung von Pflanzen im Westen der USA beauftragte. Wie aus Briefen Fendlers bekannt ist, blieben dessen Pflanzen-Lieferungen nach Königsberg allerdings mehrheitlich unbezahlt. In seiner 1854 erschienenen Geschichte der Botanik forderte er in der Vorrede zum ersten Band, dass bei der Identifikation von alten Pflanzennamen diese auch zu begründen sei und dazu die Aussagen verschiedener Quellen bzw. Verfasser miteinander zu vergleichen seien, was etwa 1894 Rudolph von Fischer-Benzon in Altdeutsche Gartenflora umsetzte.
1856 wurde Meyer als korrespondierendes Mitglied in die Russische Akademie der Wissenschaften in Sankt Petersburg aufgenommen.

## Ehrungen
Nach ihm sind unter anderem die Sukkulente Brachystelma meyerianum in der südafrikanischen Kapprovinz und die Pflanzenart Eriochloa meyerianum benannt. Auch die Pflanzengattungen Ernestia DC. aus der Familie der Schwarzmundgewächse (Melastomataceae) und Ernestimeyera Kuntze aus der Familie der Rötegewächse (Rubiaceae) sind nach ihm benannt.
Die Pflanzengattung Meyeria DC. aus der Familie der Korbblütler (Asteraceae) ist benannt nach Carl Anton von Meyer, Johann Carl Friedrich Meyer, Friedrich Albrecht Anton Meyer, Georg Friedrich Wilhelm Meyer und Ernst Heinrich Friedrich Meyer.

## Schriften (Auswahl)
- Synopsis iuncorum rite cognitorum. 1822. Digitalisat.
- Synopsis Luzularum. 1823.
- De plantis labradoricis libri tres. 1830. Digitalisat.
- Commentatorium de plantis Africae australioris […]. 1836–1838.
- Preussens Pflanzengattungen nach Familien geordnet. 1839. Digitalisat.
- Nicolai Damasceni De plantis libri duo. 1841.
- [Autobiographie.] In: Die neuen Preußischen Provinzial-Blätter andere Folge. Band XI, Königsberg 1857, S. 201‒214.
- Geschichte der Botanik. 4 Bände, Bornträger, Königsberg 1854–1857 (Band 1, Band 2, Band 3, Band 4).
  - Faksimile: A. Asher, Amsterdam 1965 – mit einem Vorwort von Frans Verdoorn (1906–1984).
- Alberti Magni ex ordine praedicatorum de vegetabilibus libri VII, historiae naturalis pars XVIII. (gemeinsam mit Carl Jessen herausgegeben) Berlin 1867. Digitalisat.